# Valienamin
Valienamin je C-7 aminociklitol koji se javlja kao podstrukturna komponenta pseudooligosaharida kao što su akarboza i validamicini. On je prisutan u Actinoplanes vrstama.
On je intermedijar formiran putem mikrobne degradacije validamicina.